# Vyškov
Vyškov (in tedesco Wischau) è una città della Repubblica Ceca, posta circa 30 km nord est di Brno.

## Storia
Nel distretto di cui è capoluogo è situato il paese di Austerlitz, l'odierna Slavkov u Brna, dove avvenne l'omonima battaglia.

## Amministrazione

### Gemellaggi
Vyškov è gemellata con le seguenti città:
- Michalovce
- Döbeln
- Jaroslaw
- Virovitica